# ビチェスラフ・センチェンコ
ビチェスラフ・センチェンコ（ウクライナ語:В’ячеслав Володимирович Сенченко ロシア語:Вячеслав Владимирович Сенченко ラテン翻字:Vyacheslav Senchenko、男性、1977年12月4日 - ）は、ウクライナのプロボクサー。元WBA世界ウェルター級王者。

## 来歴
2000年、ウクライナ代表としてシドニーオリンピックにスーパーライト級で出場し、初戦（2回戦）で敗退した。
2002年6月15日、25歳でプロデビュー戦を行い、2回TKO勝ちを収めた。
2002年12月21日、空位のCISBBウェルター級王座決定戦を行い、6回TKO勝ちで勝利し王座獲得に成功した。同王座は2度防衛。
2004年4月8日、アレクサンダー・シニップ（ベラルーシ）とIBFインターコンチネンタルウェルター級王座決定戦を行い、3回TKO勝ちで王座を獲得した。
2004年6月23日、バガサ・ワンベネ（タンザニア）と対戦し、4回TKO勝ちで初防衛に成功した。同王座は3度防衛した。
2006年2月28日、空位のIBFインターナショナルウェルター級王座決定戦をアッサン・セクセンバエフ（カザフスタン）と行い、12回判定勝ちで王座を獲得した。同王座は1度防衛。
2006年12月23日、ジョージ・ウンギアゼ（ジョージア）と空位になっているEBU-EEウェルター級王座決定戦で対戦し、12回大差判定勝ちを収め王座獲得に成功した。
2007年はEBU-EE王座を3度防衛するとノンタイトル戦を1戦挟み、同年12月15日、EBU-EE王座の4度目の防衛に成功すると共にWBAインターコンチネンタルウェルター級王座を獲得した。以後、WBAインターコンチネンタル王座を3度防衛した。
2009年4月10日、WBA世界ウェルター級レギュラー王者ユーリ・ヌズネンコに挑戦。3-0の判定勝ちで王座を獲得した。
2009年10月3日、WBA世界ウェルター級15位の佐々木基樹（帝拳）と対戦し、3-0の大差判定勝ちで初防衛に成功した。
2010年5月21日、フロイド・メイウェザー・ジュニアがWBA世界ウェルター級正規王者シェーン・モズリーと対戦して勝利するも、WBAへのタイトルマッチ承認料の支払いを拒否して王座を剥奪されたため、センチェンコはレギュラー王者から正規王者に認定された。
2010年8月30日、ウクライナ・ドネツィク・ドンバス・アリーナにて同級12位のチャーリー・ナバーロ（ベネズエラ）と対戦し、12回3-0（2者が115-113、116-113）の僅差判定勝利で接戦を制し2度目の防衛に成功しデビューから31連勝を飾った。
2011年8月26日、ウクライナ・ドネツィク・レニンスクエアにて同級13位のマルコ・アベンダーニョ（ベネズエラ）と対戦し、6回TKO勝利で3度目の防衛に成功した。 
2012年4月29日、元IBF世界スーパーライト級王者ポール・マリナッジ（アメリカ合衆国）と対戦し、プロ初黒星となる9回1分10秒TKO負けを喫し4度目の防衛に失敗すると共に王座から陥落した。
2012年11月24日、イギリスランカシャー州マンチェスターにて元世界2階級制覇王者リッキー・ハットン（イギリス）と対戦。約3年半ぶりの復帰戦となるハットンを相手にポイントではリードを許していたものの、9回KO勝ちを収めて自身の再起に成功した。 
2013年10月26日、シェフィールドのモーターポイント・アリーナにてケル・ブルック（イギリス）とIBFウェルター級王座挑戦者決定戦を行い、3回と4回にダウンを奪われ、4回2分57秒TKO負けを喫し指名挑戦権獲得に失敗した。

## 獲得タイトル
- CISBBウェルター級王座（防衛2=返上）
- IBFインターコンチネンタルウェルター級王座（防衛4=返上）
- IBFインターナショナルウェルター級王座（防衛1=返上）
- EBU-EEウェルター級（防衛4=返上）
- WBAインターコンチネンタルウェルター級王座（防衛3=返上）
- WBA世界ウェルター級レギュラー王座（防衛1=正規王座に認定）
- WBA世界ウェルター級王座（防衛2）